# Zawadzki Stacks
Die Zawadzki Stacks (englisch; polnisch Ostańce Zawadzkiego) sind drei Brandungspfeiler im Archipel der Südlichen Shetlandinseln. Sie liegen zwischen dem Sygit Point und Teliga Island vor der Johannes-Paul-II.-Küste der Livingston-Insel.
Polnische Wissenschaftler benannten sie 1980. Namensgeber ist der Ingenieur Maciej Zawadzki, Teilnehmer an drei polnischen Antarktisexpeditionen (1977–1978, 1978–1979 und 1980–1981), bei letzterer als stellvertretender Expeditionsleiter.